# Dalbergia maritima
Dalbergia maritima är en ärtväxtart som beskrevs av René Viguier. Dalbergia maritima ingår i släktet Dalbergia, och familjen ärtväxter. IUCN kategoriserar arten globalt som starkt hotad.

## Underarter
Arten delas in i följande underarter:
- D. m. maritima
- D. m. pubescens